# 日本共産党第28回大会
日本共産党第28回大会（にほんきょうさんとうだいにじゅうはちかいたいかい）は、2020年1月14日から18日にかけて、静岡県熱海市の党研修施設である伊豆学習会館で行われた、日本共産党の党大会である。

## 概要
前回の大会に引き続き、民共共闘に代表される非自民連携を進める野党関係者らを来賓として招き、立憲民主党国会対策委員長安住淳、国民民主党幹事長平野博文、社会民主党幹事長兼政策審議会長吉川元、沖縄の風幹事長伊波洋一、碧水会代表嘉田由紀子と各党・院内会派幹部級の他、無所属からは中村喜四郎も挨拶に立った。

この大会では第23回党大会で採択した綱領の一部改定を行い、核兵器禁止条約への態度や尖閣諸島問題、チベット・ウイグル系住民への人権侵害などで関係が悪化していた中国を「社会主義を目指す国」という規定から削除し、全面的な対立姿勢に転換した。
この改定に伴い、「社会主義をめざす新しい探求が開始」した時代という21世紀に対する歴史認識論を撤回したものの、先進国における社会主義的変革の意義を補充する修正を行い、改めて日本における社会主義的変革を目指す姿勢を示した。
ジェンダー平等の推進についても決議され、かつて党幹部だった西沢舜一らが同性愛などの性的少数者を「文化的退廃」「性的放縦」などと厳しく批判したことを誤りと認め、公式に謝罪した。また、幹部に女性の登用を積極的にし、新たにジェンダー平等委員会を設け、責任者は倉林明子、副責任者は山添拓が就くこととなった。

## 役員人事
中央委員193名、准中央委員28名の計221名からなる第28期中央委員会が編成された。また新規6名を含む54人の名誉役員を承認した。
幹部会委員長志位和夫と書記局長小池晃の最高幹部2人は留任した。また、前議長不破哲三も常任幹部会委員に再任された。
第26期の途中で持病の腎臓病を理由に書記局長を退いていた副委員長山下芳生の処遇について、書記局長と同じ位置づけの「幹部会筆頭副委員長」ポストを新たに設け就任させた。同じく第26期の途中で副委員長になった田村智子は、笠井亮に代わって政策委員長（他党の政務調査会長などに相当）に就いた。
このほか、党所属国会議員25人全員と国会議員経験者、衆院選・参院選1次公認者全員が中央委員に昇格した。理論担当副委員長の浜野忠夫は前回大会で「国会議員が増えた場合早期に中央役員になることは確かに望ましいがその際も全員自動的にという訳ではない」と述べていたが、今回全員が推薦されるにあたって「国会議員団の果たす役割と任務は一層重要性を増している」と理由を説明した。
- 中央委員会議長：空席
- 幹部会委員長：志位和夫
- 書記局長：小池晃
- 幹部会筆頭副委員長：山下芳生
- 幹部会副委員長：市田忠義、浜野忠夫、緒方靖夫、倉林明子、田村智子
- 政策委員長：田村智子